# Tre Valli Varesine 1932
La Tre Valli Varesine 1932, quattordicesima edizione della corsa, si svolse il 9 ottobre 1932 su un percorso di 205 km. La vittoria fu appannaggio dell'italiano Domenico Piemontesi, che completò il percorso in 6h53'20", precedendo i connazionali Alfredo Bovet e Luigi Giacobbe.
I corridori che presero il via da Varese furono 61, mentre coloro che tagliarono il medesimo traguardo furono 26 (tutti italiani).

## Ordine d'arrivo (Top 10)
| Pos. | Corridore           | Squadra           | Tempo    |
| ---- | ------------------- | ----------------- | -------- |
| 1    | Domenico Piemontesi | Gloria            | 6h53'20" |
| 2    | Alfredo Bovet       | Bianchi           | s.t.     |
| 3    | Luigi Giacobbe      | Maino             | a 23"    |
| 4    | Carlo Moretti       | Bestetti          | s.t.     |
| 5    | Felice Gremo        | Legnano           | a 1'21"  |
| 6    | Aldo Canazza        | Wolsit-Hutchinson | a 2'41"  |
| 7    | Ambrogio Morelli    | Legnano           | s.t.     |
| 8    | Giovanni Firpo      | Gloria            | s.t.     |
| 9    | Agostino Bellandi   | Dei               | s.t.     |
| 10   | Camillo Erba        | S.C. Binda-Varese | s.t.     |